# Boarmia atrilunaria
Boarmia atrilunaria là một loài bướm đêm trong họ Geometridae.